# Creditanstalt
Creditanstalt — банк, заснований у 1820 австрійською гілкою родини Ротшильдів. 

## Історія
У 1931 перебував на межі банкрутства. 

Після Другої світової війни банк був націоналізований. 
У 1997 частина активів, що належала державі, була продана в Bank Austria; після злиття капіталів новий банк носив подвійне ім'я — «Bank Austria Creditanstalt», скорочено «BA-CA». 
З 31 березня 2008 найкращою є назва «Bank Austria». Входить до складу італійської фінансової групи UniCredit. 

## Росія
Є власником 100% голосуючих акцій російського представництва UniCredit — ЗАТ ЮніКредит Банк. 